# Hans-Georg Trieschmann
Hans-Georg Trieschmann (* 14. Mai 1910 in Kiel; † 1985) war ein deutscher Chemiker.
Trieschmann wurde 1935 in Kiel promoviert (Über Sublimationswärmen organischer Moleküle) und habilitierte sich 1938 in Würzburg (Über die Lage des Gleichgewichts ternärer Systeme). Er war ab 1937 bei der BASF (damals IG Farben) in deren Hauptlaboratorium, wo er in den 1940er Jahren enger Mitarbeiter von Walter Reppe bei dessen grundlegender Weiterentwicklung der industriellen Acetylen-Chemie war.  Trieschmann war seit 1960 Leiter der Sparte Monomere und Kunststoffe der BASF und hielt zahlreiche Patente. Später war er Leiter der zentralen Planung bei BASF. Er arbeitete und forschte auf dem Gebiet der physikalischen Chemie und veröffentlichte mit Karl Lothar Wolf ein einführendes Lehrbuch der physikalischen Chemie. Ab 1966 war er Honorarprofessor für industrielle Chemie an der Universität Tübingen.
1969 wurde er mit dem Großen Verdienstzeichen für Verdienste um die Republik Österreich ausgezeichnet.
Im September 1981 erhielt Trieschmann das Verdienstkreuz 1. Klasse der Bundesrepublik.
Er hielt zwei Doktorgrade (Dr. phil., Dr. sci. nat. habil.) und eine Ehrendoktorwürde.

## Werke
- mit Karl Lothar Wolf: Praktische Einführung in die physikalische Chemie, 1. Auflage 1937, Vieweg & Sohn, Braunschweig, 3. Auflage, Leipzig: Barth 1954
- mit H. A. Stuart: Lichtzerstreuung, in: Hand- und Jahrbuch der chemischen Physik, Band 8, Leipzig: Akademische Verlagsgesellschaft 1936